# 大坂史子
大坂 史子（おおさか ふみこ、1971年11月21日 - ）は、日本の女優、声優。神奈川県出身。劇団昴所属。

## 略歴
小学1、2年生の時はテレビアニメ『サイボーグ009』（1979年）が好きで声優になろうと考えていた。小学5、6年生の時に『超時空要塞マクロス』が好きであり、アニメ雑誌の記事で早瀬未沙役の土井美加が当時、所属していた劇団昴でウィリアム・シェイクスピア原作の『ハムレット』のオフィーリアを演じていたことを知って声優の仕事、シェイクスピア原作の舞台をする劇団と思い、劇団昴を意識した。
高校卒業後、演劇専門学校、劇団昴の研究所を経て、劇団昴に入団。

## 人物
特技は料理、裁縫、動物と仲良くなること。趣味読書、着物、猫。

## 出演
太字はメインキャラクター。

### テレビドラマ
- 火曜サスペンス劇場「鏡の微笑」
- 味いちもんめ

### テレビアニメ
1995年
- しましまとらのしまじろう（花）

1996年
- 超者ライディーン（女）

1997年
- 金田一少年の事件簿（鈴森笑美）

1998年
- どっきりドクター（女子生徒）
- ポポロクロイス物語（精霊）
- 名探偵コナン（1998年 - 2006年、新名香保里、志村由依、安実）

1999年
- アークザラッド（セレンディア）
- ワイルドアームズ トワイライトヴェノム（ロレッタ・オラトリオ）

2000年
- ブギーポップは笑わない Boogiepop Phantom（如月真弓）

2001年
- 旋風の用心棒（シスター）
- ノワール（夏水仙の女、女）

2002年
- 王ドロボウJING（フィノの母）

2004年
- エルフェンリート（パン屋の店員）
- 火の鳥（レイコ）

2005年
- エンジェル・ハート（美女A）
- ブラック・ジャック（秘書）

2007年
- 英國戀物語エマ 第二幕（プリムデイル夫人）

2010年
- テガミバチ（マチルダ）

### OVA
- 太陽の船 ソルビアンカ（1999年）
- 怪童丸（2001年、山吹）

### ゲーム
- リフレインラブ2（1999年、朝倉道子）
- NARUTO -ナルト- 疾風伝 ナルティメットアクセル（2007年、椿）
- ファイナルファンタジーVII リメイク（2020年）

### 吹き替え

#### 映画
- アークエンジェル（ジニーダ・ラパヴァ〈エカテリーナ・レドニコワ〉）
- アート・オブ・ウォー2（メリナ・クルーズ〈アシーナ・カーカニス〉）
- 姉のいた夏、いない夏。（フィービー〈ジョーダナ・ブリュースター〉）
- ある貴婦人の肖像（パンジー・オズモンド〈ヴァレンティナ・チェルヴィ〉）
- 或る夜の出来事（エリー〈クローデット・コルベール〉）
- イギリスから来た男（アダーラ）
- インデペンデンス・デイ（アリシア・ケイス〈リサ・ジェイカブ〉）※ソフト版
- 彼女はホログラム・スター（レイチェル）
- カンザス・シティ（パール・カミングス）
- キングコブラ（ジョー・ビドル）
- クライ・ベイビー（アリソン・ヴァーノン＝ウィリアムズ〈エイミー・ロケイン〉）
- クラウズ〜雲の彼方へ〜（ザックの母親〈ネーヴ・キャンベル〉[5]）
- グリッター きらめきの向こうに（ロクサーヌ〈ティア・テクサーダ〉）
- 月下の恋
- ゴーン・フィッシン'
- 恋におちたシェイクスピア（少女）
- ザ・クラフト（ボニー〈ネーヴ・キャンベル〉）
- ザッツ・ファビュラス!（サフロン・モンスーン）
- 7月4日に生まれて（ドナ〈キーラ・セジウィック〉）※DVD版
- ジャック・ザ・リッパー（キャサリン・ウィンウッド）
- 新・欲望の街II/'97古惑仔 最終章（ヤン〈ミッシェル・リー〉）
- スター・ウォーズ エピソード2/クローンの攻撃
- ストップ・ロス/戦火の逃亡者（ミシェル〈アビー・コーニッシュ〉）
- ストリートファイター ※テレビ朝日版
- すべてはその朝始まった（ルシンダ・ハリス〈ジェニファー・アニストン〉）
- セオリー・オブ・マーダー（キャリー〈チューズデイ・ナイト〉）
- セブン（トレイシー・ミルズ〈グウィネス・パルトロー〉）※テレビ朝日版
- センター・オブ・ジ・アース ワールド・エンド（ジェンセン〈ヴァネッサ・リー・エヴィガン〉）
- センダー/超誘導体
- チアーズ!（ターシー）
- ツォツィ（ミリアム）
- ディケンズのニコラス・ニクルビー（マデライン・ブレイ〈アン・ハサウェイ〉）
- デッドコースター ファイナル・デスティネーション2（キャット・ジェニングス〈キーガン・コナー・トレイシー〉）※ソフト版
- ドクトル・ジバゴ（ラーラ〈ジュリー・クリスティ〉）※ソフト版
- ドリフト（ウォン〈キャシー・チュイ〉）
- ドロップ・ゾーン ※テレビ朝日版
- 200本のたばこ（ステフィー〈ギャビー・ホフマン〉）
- ニューオーリンズ・トライアル（ヴァネッサ〈ジェニファー・ビールス〉）※ソフト版
- ノイズ（ヘレン〈ニキ・チョウ〉）
- バタフライ・エフェクト（ケイリー〈エイミー・スマート〉）
- バッファロー'66（レイラ〈クリスティーナ・リッチ〉）
- パニック・タワー（グレース・ストーン）
- ヒア アフター（メラニー〈ブライス・ダラス・ハワード〉）
- ひかりのまち（モリー〈モリー・パーカー〉）
- ビバリーヒルズ・チワワ（クロエ〈ドリュー・バリモア〉）
- ビバリーヒルズ・チワワ2（クロエ〈オデット・ユーストマン〉）
- ファイヤーウォール（ジャネット・ストーン〈メアリー・リン・ライスカブ〉）※ソフト版
- THE 4TH KIND フォース・カインド（シンディ）
- フォールアウト（アナ〈シェイリーン・ウッドリー〉[6]）
- 舞台恐怖症（イヴ〈ジェーン・ワイマン〉）※PDDVD版
- ブラックハット（チェン・リエン〈タン・ウェイ〉）
- フラッシュバック（アリース・スティーヴンス〈エステラ・ウォーレン〉）
- フリーウェイ（ラモーナ・ルッツ〈アマンダ・プラマー〉）
- ブルー・イグアナの夜（ジェシー）
- フレディVSジェイソン（キーア〈ケリー・ローランド〉）※テレビ東京版
- ベスト・キッド（アリー〈エリザベス・シュー〉）※ソフト版
- 別離（アニタ・ホフマン〈イングリッド・バーグマン〉）※PDDVD版
- マトリックス リローデッド（パーセフォニー〈モニカ・ベルッチ〉）※劇場公開版
- マトリックス レボリューションズ（パーセフォニー〈モニカ・ベルッチ〉）※劇場公開版
- モテる男のコロし方
- ヤァヤァ・シスターズの聖なる秘密
- やさしくキスをして（ロシーン・ハンロン）
- ライフ・イズ・ビューティフル（秘書〈ジョヴァンナ・ヴィッラ〉）※ソフト版
- ラウンダーズ（ジョー〈グレッチェン・モル〉）
- ラストサマー（ジュリー・ジェームズ〈ジェニファー・ラブ・ヒューイット〉）※テレビ朝日版
- ラストサマー2（ジュリー・ジェームズ〈ジェニファー・ラブ・ヒューイット〉）※テレビ朝日版
- レストラン（レスリー〈ローリン・ヒル〉）
- レッド・スカイ（ニコル）
- ロード・トリップ（ベス〈エイミー・スマート〉）
- ロボコップ（アン・ルイス巡査〈ナンシー・アレン〉）※DVD版
- ロボコップ2（アン・ルイス巡査〈ナンシー・アレン〉）※カルチュア・パブリッシャーズ版
- ロミオ+ジュリエット（ジュリエット〈クレア・デインズ〉）※フジテレビ版
- ワイルドシングス3（エレナ・サンドヴァル〈サンドラ・マッコイ〉）
- 私は「うつ依存症」の女（エリザベス “リジー”・ワーツェル〈クリスティーナ・リッチ〉）
- ワンス・アンド・フォーエバー（バーバラ・ケイガン〈ケリー・ラッセル〉）※ソフト版

#### ドラマ
- アガサ・クリスティー ミス・マープル バートラム・ホテルにて（ブリジット・ミルフォード〈メアリー・ナイ〉）
- あすなろ白書
- アリー my Love（ジェニファー・ヒギン）
- ER XIV 緊急救命室 #295（レイナ・グレコ〈ジェシー・オドノヒュー〉）
- 救命医ハンク セレブ診療ファイル シーズン6（シャーロット）
- クリミナル・マインド3 FBI行動分析課 #18（ケリー）
- グレイズ・アナトミー 恋の解剖学 12（ペネロペ・ブレイク）
- 刑事フォイル（ジェーン・ミルナー）
- 恋するアンカーウーマン（キャシー・ディンクル）
- サンタバーバラ
- シークレット・サークル
- シャーロック・ホームズの冒険
  - まだらの紐（ヘレン・ストーナー）※追加収録部分
  - 修道院屋敷（メアリー・ブラッケンストール）※追加収録部分
- 女王ヴィクトリア 愛に生きる（ジェンキンズ）
- 心理探偵フィッツ
- スーパースティション: 悪霊退治（メイ・ウエストブルック）
- ソウルメイト（チャン・ミネ）
- 則天武后
- 太陽を抱く月（禧嬪パク氏）
- TAKEN（ベッキー・クラーク〈チャド・モーガン〉）
- 24 -TWENTY FOUR-（ポーラ・シェイファー〈サラ・ギルバート〉）
- NUMBERS 天才数学者の事件ファイル（アミタ・ラマヌジャン〈ナヴィ・ラワット〉）
- バフィー 〜恋する十字架〜（ウィロー・ローゼンバーグ〈アリソン・ハニガン〉）
- HAWAII FIVE-0（マリア・ウインクラフト〈レイコ・エイルスワース〉）
- 秘密（イ・ヒジョン〈キム･ハヌル〉）
- プライベート・プラクティス5（ジョアンナ・ギブス）
- ベイウォッチ
- 弁護士イーライのふしぎな日常（ジェシカ・ベンソン）
- HOMELAND（ジェシカ・ブロディ〈モリーナ・バッカリン〉）
- ロイヤルファミリー（キム・インスク〈ヨム・ジョンア〉[7]）

#### アニメ
- スター・ウォーズ: バッド・バッチ（ブラッグ）

### CM
- 佐鳴予備校
- セブン銀行 合宿代篇
- 楽天

### 舞台
1995年
- カモメたちの晩夏

1996年
- 宮澤賢治 宛名のない手紙（1996年 - 1999年、ポーセ）
- 修道女（シスター・モニカ、マリー）
- テムペスト（妖精）

1998年
- プレイング・フォア・タイム-命を奏でて-（エレーヌ）

2001年
- アルジャーノンに花束を（妹ノーマ）

2002年
- クリスマス・キャロル（2002年 - 2005年、ベル 他）
- ゆうれい貸屋（お文）

2003年
- マクベス（マクダフ夫人）

2004年
- ジュリエットたち（ユリエ）

2005年
- ガラスの動物園
- ヴァニティーズ（ジョアン）

2008年
- 親の顔が見たい（2008年 - 2015年、柴田純子）

2016年
- 街と飛行船（女）
- THE GREEKS（カッサンドラ）
- どん底（アンナ）